# Fimleikafélag Hafnarfjörðar 2015
Questa voce raccoglie le informazioni riguardanti il Fimleikafélag Hafnarfjörðar nelle competizioni ufficiali della stagione 2015.

## Rosa
| N. |                        | Ruolo | Calciatore                 |
| -- | ---------------------- | ----- | -------------------------- |
| 1  | Islanda (bandiera)     | P     | Róbert Örn Óskarsson       |
| 4  | Inghilterra (bandiera) | D     | Sam Tillen                 |
| 5  | Islanda (bandiera)     | D     | Pétur Viðarsson            |
| 6  | Inghilterra (bandiera) | C     | Sam Hewson                 |
| 7  | Scozia (bandiera)      | A     | Steven Lennon              |
| 9  | Islanda (bandiera)     | C     | Þórarinn Ingi Valdimarsson |
| 10 | Islanda (bandiera)     | C     | Davíð Þór Viðarsson        |
| 11 | Islanda (bandiera)     | A     | Atli Guðnason              |
| 12 | Islanda (bandiera)     | P     | Kristján Finnbogason       |
| 13 | Islanda (bandiera)     | C     | Bjarni Þór Viðarsson       |
| 14 | Islanda (bandiera)     | A     | Indriði Áki Þorláksson     |

| N. |                    | Ruolo | Calciatore                 |
| -- | ------------------ | ----- | -------------------------- |
| 15 | Islanda (bandiera) | D     | Guðmann Þórisson           |
| 16 | Islanda (bandiera) | D     | Jón Ragnar Jónsson         |
| 17 | Islanda (bandiera) | A     | Atli Viðar Björnsson       |
| 18 | Islanda (bandiera) | A     | Kristján Flóki Finnbogason |
| 20 | Mali (bandiera)    | D     | Kassim Doumbia             |
| 21 | Islanda (bandiera) | D     | Böðvar Böðvarsson          |
| 22 | Belgio (bandiera)  | C     | Jérémy Serwy               |
| 23 | Islanda (bandiera) | D     | Brynjar Guðmundsson        |
| 26 | Belgio (bandiera)  | D     | Jonathan Hendrickx         |
| 29 | Islanda (bandiera) | C     | Eggert Georg Tómasson      |
|    | Fær Øer (bandiera) | D     | Sonni Nattestad            |
|    | Fær Øer (bandiera) | P     | Gunnar Nielsen             |